# Chalepus aenescens
Chalepus aenescens es un coleóptero de la familia Chrysomelidae.
Fue descrita científicamente en 1910 por Julius Weise.